# Assassinat de Nagore Laffage
L'assassinat de Nagore Laffage va ser l'assassinat d'una jove d'Irun ocorreguda a Pamplona el 7 de juliol de 2008, durant els Sanfermines, que va provocar una gran repercussió mediàtica i una intensa reacció social.

## Fets
Nagore Laffage neix a Irun el 1988. Estudia infermeria a Pamplona, on coneix a Diego Yllanes Vizcay, psiquiatre de 27 anys que estava fent el MIR a la Clínica Universitària de Pamplona, on ella es trobava realitzant pràctiques. Tots dos van coincidir la nit del 7 de juliol, celebrant les festes de San Fermín. Després d'una estona xerrant, Nagore es va acomiadar de les seves amigues i va acompanyar José Diego al seu domicili. Ell va intentar violar-la i davant la resistència de Nagore la va colpejar violentament. L'autòpsia va revelar que Diego Yllanes li va donar una brutal pallissa a Nagore. El seu cos va presentar 36 cops: mandíbula trencada, crani fracturat i va morir, finalment escanyada.
L'assassí confés de Nagore va telefonar a la una de la tarda del 8 de juliol a un amic demanant-li ajuda per a desfer-se del cadàver. Va ser precisament aquesta persona la que va posar aquests fets en coneixement de la Policia i va possibilitar la seva detenció. Diego Yllanes Vizcay, mentrestant, va intentar esquarterar-la. Va recollir les seves pertinences, va netejar el pis i va abandonar el cos de Nagore a Orondritz a 45 minuts del lloc del crim.

## Judici
El jurat popular que va jutjar a José Diego Yllanes Vizcay va considerar provada la seva culpabilitat però no va admetre la categoria d'assassinat, sinó homicidi (6 membres del jurat el van considerar assassinat i 3 homicidi, en feien falta 7). Va ser condemnat a dotze anys i mig de presó. El 3 de juliol de 2017, poc abans de complir-se el novè aniversari de la mort de Nagore, Yllanes va aconseguir que se li concedís el tercer grau penitenciari, treballa de psiquiatre en un centre privat i només torna a la presó per a dormir i en 2020 podrà exercir en la sanitat pública.

## Repercussió social
L'assassinat de Nagore Laffage i el paper públic de la seva mare Asun Casasola va suposar l'inici d'una conscienciació social de tolerància zero, no sols amb els crims, sinó també contra qualsevol acció violenta sexista.
Nagore Laffage, per la resposta popular contra el seu assassinat, contra la sentència al seu assassí i sobretot per l'actitud pública i la resposta a l'assassinat de la seva mare, s'ha convertit en un símbol d'aquesta lluita social i de denúncia contra la falta de formació en matèria de gènere també per part de la justícia espanyola.
El 2011, Helena Taberna dirigí una pel·lícula documental sobre l'assassinat de Nagore Laffage, el títol de la qual és “Nagore”. Aquest film compta amb la participació d'Asun Casasola, autèntica “mare coratge” que constitueix el fil conductor del relat, i va ser nominat per a 5 premis Goya.